# Pyramica tacta
Pyramica tacta är en myrart som först beskrevs av Bolton 1983.  Pyramica tacta ingår i släktet Pyramica och familjen myror. Inga underarter finns listade i Catalogue of Life.

## Bildgalleri

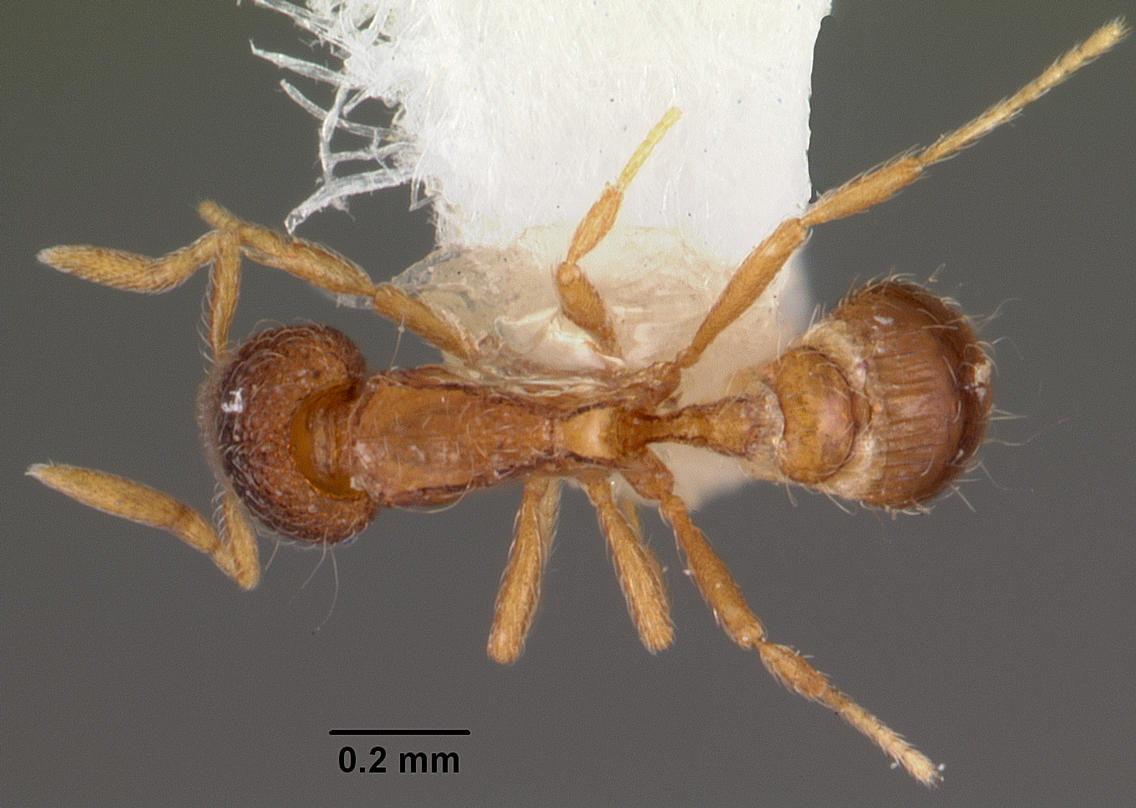
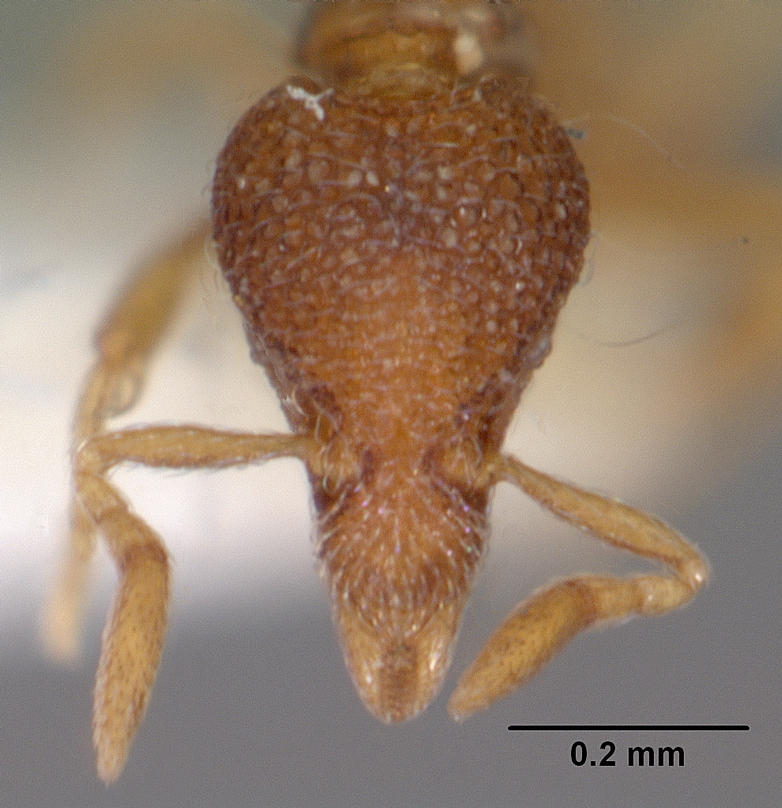
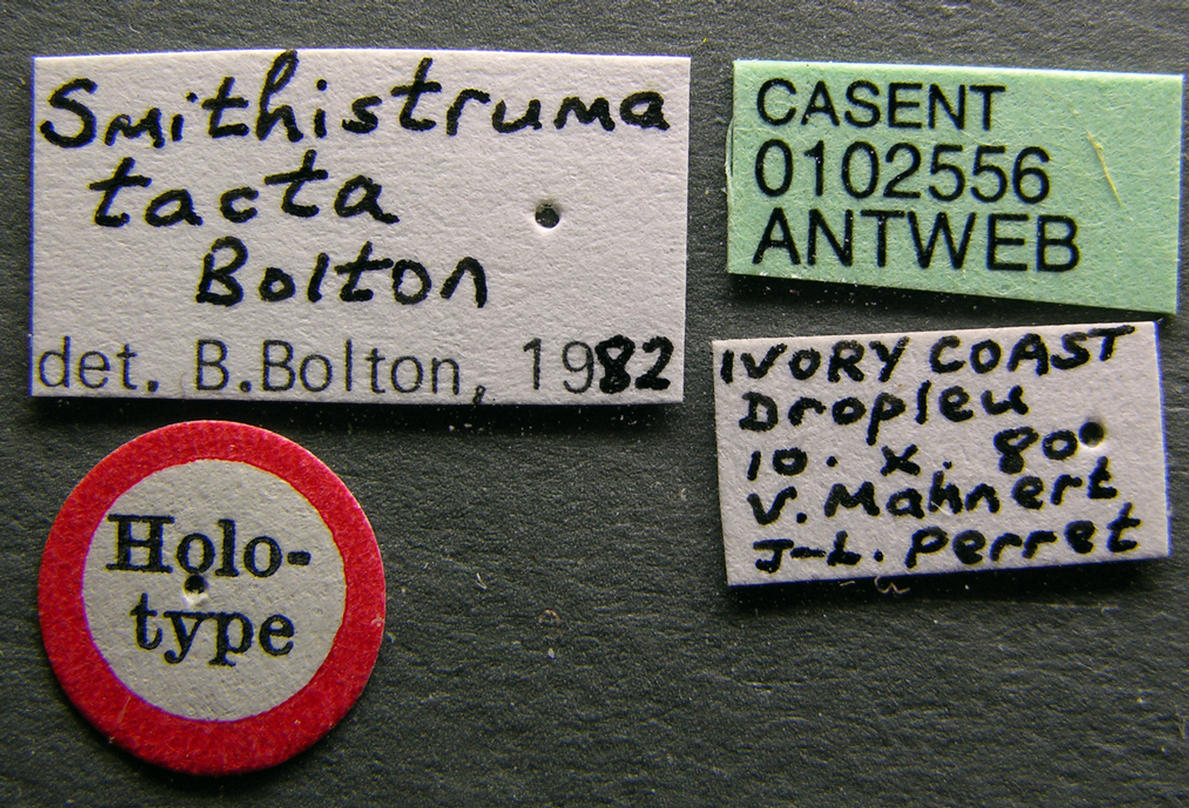
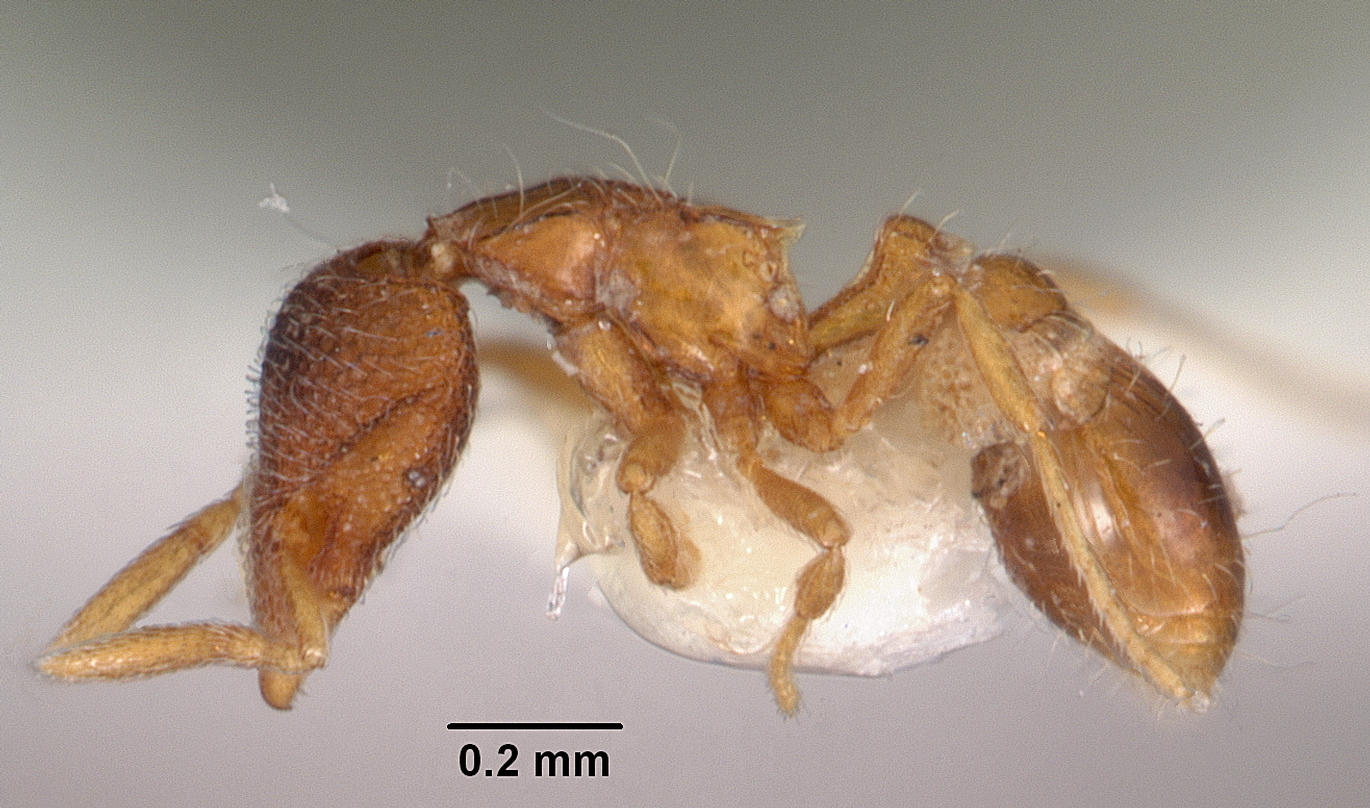